# South Cumberland Islands nationalpark
South Cumberland Islands nationalpark är en nationalpark i Australien. Den ligger i den östra delen av landet, 1 600 km norr om huvudstaden Canberra. Arean är 32 kvadratkilometer.